# Мордовка (монета)

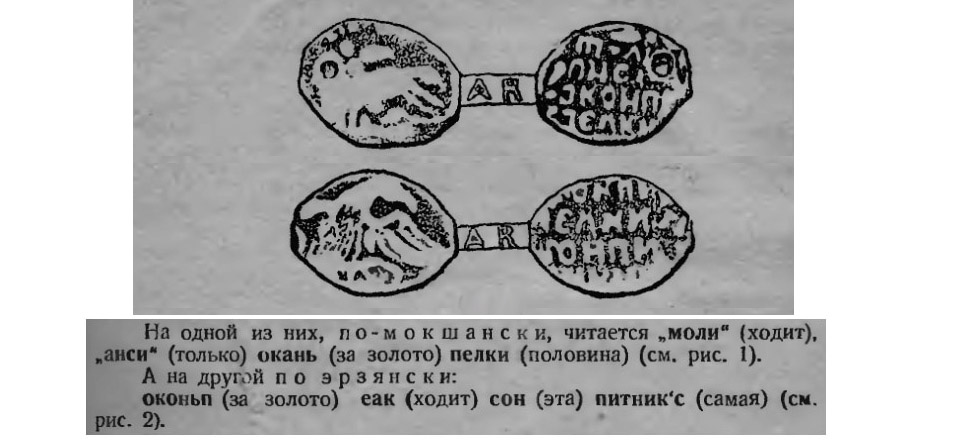
Мордовки в прорисовке Зайковского, текст прочитан Черапкиным

Мордовка — позднесредневековая монетовидная пластинка. Мордовки изготавливались в конце XV—XVIII веках в Среднем и Нижнем Поволжье как имитация или подражание русским (московским) монетам. Современные исследователи признают как минимум двоякую роль мордовок: часть из них использовалась как женское украшение в монистах и головных уборах; часть применялась в качестве платёжного средства и восполнила дефицит платёжных средств на территории вновь присоединённых к Москве ханств.

## История изучения
Термин был введён в XIX веке. В начале XX века изучением и коллекционированием монет занимался краевед Б. В. Зайковский, который привлёк для прочтения текста специалиста по мордовскому языку И. Г. Черапкина из Саратовского университета. В своей публикации Зайковский представил мордовки как украшение и поставил вопрос об использовании их в качестве платёжного средства. Он же указал на существование двух типов мордовок — украшений с отверстиями для пришивания/подвешивания и непригодных к пробиванию в них отверстия литых пластинках.
C введением в научный оборот кладов, содержащих мордовки, появился научный интерес к их изучению. Были опубликованы работы Спасского и Зверева, кроме того, проблематикой интересовались такие исследователи-нумизматы, как А. Г. Мухамадиев, В. Л. Егоров, В. В. Машков и Е. В. Арсюхин.

## Использование
Современные исследования кладов с включением мордовок указывают на использование мордовок без отверстий для нашивания/подвешивания в качестве платёжного средства. Мордовки являлись подражаниями русским (московским) монетам, они подражают и в кладах соседствуют с настоящими монетами XV—XVII веков. Другими вариантами называют ритуальное (монета Харона) и символическое (статусное) значение, в последнем случае «монеты» чеканились местными князьками.